# ARCANA
『ARCANA』（あるかな）は、小手川ゆあによる日本の漫画。『週刊ヤングジャンプ』（集英社）において、2000年43号から2001年50号まで掲載された。読みきりも含め全14話。単行本はヤングジャンプ・コミックスより上・下2巻刊行。

## 概要
作者の小手川ゆあにとって初めてのオカルトもの。『週刊ヤングジャンプ』2000年43号に読み切り（単行本上巻に第0話として収録 / 『おっとり捜査』7巻収録の同名読みきり漫画については後述）が掲載された後、同年49号から月イチ連載が開始された。単行本巻末には、上・下巻とも竹田エリによるパロディ4コマ漫画が収録されている。
2013年には、角川書店より新装版上下巻が発売され、土屋太鳳主演で実写映画化された。また、原作に金城一紀を迎え、ヤングエースにて続編『BORDER』が2013年12月号より連載されている。

## ストーリー
捜査一課刑事の村上謙省が出会った記憶喪失の少女。彼女は死者と話し、霊を具現化するなどの特殊能力を持っていた。「まき（仮）」と名付けたその少女と共に様々な事件を解決して行く中、次第に彼女の正体が明らかとなって行く。

## 登場人物
村上 謙省（むらかみ けんしょう）
警視庁の刑事。大阪出身。事件の捜査で訪れた病院で記憶喪失の少女と出会い、名前がないと不便ということで「まき（仮）」と名付ける。彼女の協力の下、様々な事件を解決して行くが、霊感少女の手伝いなどと書いた報告書は提出できず、中林と共に事件の度に左遷される。
まき
氏名・年齢・住所等が一切不明の記憶喪失の少女。警察に保護され都内近郊の精神病院に入院。霊と会話できるなどの特殊能力を持つ。死者の苦しみを癒すため、身の危険を省みず、度々病院を抜け出し事件に関わろうとする。
中林（なかばやし）
謙省の後輩刑事。彼の守護霊（まき曰く「後ろの人」）の話では、街金融に借金してまでクロウトに貢いでいるらしい。謙省と共に異動が続く。
友近（ともちか）
集英メンタルクリニックの医師でまきの主治医。まきに言われ、爆弾が仕掛けられていた小学校に逃げるよう電話を入れた。看護師と付き合っているらしい。
美夜（みや）
街をうろついていたまきを警察まで連れて行ってあげた女子高生。悪霊に狙われていた。自身の事件解決後も、まきの身元捜索HPを作成するなど、事あるごとに世話をやいている。
清一郎（せいいちろう）
謙省の曽祖父で守護霊。謙省の母によると、若くしてなくなった有名な霊能力者だったらしい。度々助言を行う。まきの正体について何かしら知っている模様。
ナツ
まきと同じ能力を持つ美女。清一郎とは顔見知りで50年ぶりに再会。清一郎を清ちゃんと呼ぶ。清一郎が封印した謙省の能力を開放し、霊が見えるようにした。
みちる
連続大量殺人犯。女性のような綺麗な顔立ちをしている。密室の殺人現場に居合わせたまきが誤認逮捕された。謙省とまきを狙う。清一郎曰く悪霊。
橋（はし）/平（たいら）/鳥河（とりが）
科学的に解明不可能な心霊事件の研究・捜査を行う、刑事部捜査共助2係の刑事。謙省らは最終的に、厄介者の墓場であるこの部署へ異動となった。

## 書誌情報

### 単行本
集英社より、ヤングジャンプコミックスレーベルより発売
- ARCANA 上 ISBN 4-08-782668-6 (2001/12/14)
- ARCANA 下 ISBN 4-08-782669-4 (2001/12/14)

### 新装版
角川書店よりカドカワコミックス・エースレーベルより発売。
- アルカナ上 2013年10月4日発売、ISBN 978-4-04-120924-0
- アルカナ下 2013年10月4日発売、ISBN 978-4-04-120925-7

## 読み切り版『ARCANA』
概要
『おっとり捜査』連載中、『週刊ヤングジャンプ』1998年46号に読み切りとして掲載。『おっとり捜査』7巻に収録。本作の元々のネームは、後の連載漫画『ARCANA』と同様の設定のオカルトものであった。しかしそのネームを読んだ編集者に連載にできそうだと言われ、連載になったら『おっとり捜査』の続きが描けなくなると単純に考えた作者は、これを急遽ラブサスペンスものに差し替えた。登場人物の名前と容姿は、元のネームからスライド使用されている。
あらすじ
大学生の謙省の元に、隣に住むまきが泊めて欲しいと訪ねて来る。彼女の血だらけの足を見てケガではないかと心配するが、やはり泊めて貰わなくてもいいとそのまま帰って行くまきを追って彼女の部屋に入ってみると、そこには男の死体があった。

## 実写映画版『アルカナ』
山口義高監督による実写化作品。2013年10月19日より全国公開。
茨城県常総市から常総市支援作品に認定され、全面協力を受けてオールロケで撮影された。

### キャスト
- マキ/長瀬さつき - 土屋太鳳
- 村上謙省 - 中河内雅貴
- みちる - KAITO
- 中林 - 植原卓也
- 鳥河学 - 谷口一
- 田口 - 谷口賢志
- 小林宗光 - 野口雅弘
- 蜷川みほ
- 山口祥行
- 友近三枝子 - 谷村美月
- 橋雄高 - 岸谷五朗

### スタッフ
- 監督 - 山口義高
- 脚本 - 山口義高、及川章太郎
- 原作 - 小手川ゆあ
- 製作 - 鳥羽乾二郎
- 音楽 - 林祐介
- 主題歌 - RAM WIRE「むつのはな」
- 撮影 - 馬場元
- 編集 - 洲崎千恵子
- 製作会社 - 日活
- 配給 - 日活